# Aleksandra Konieczna
Aleksandra Konieczna (Prudnik, 13 de octubre de 1965) es una actriz de teatro, cine y televisión polaca. Es dos veces ganadora del Premio del Cine Polaco.

## Biografía
Konieczna se graduó de la escuela secundaria Adam Mickiewicz en Prudnik. En 1988 se graduó de la Escuela Estatal Superior de Teatro en Varsovia . Comenzó su carrera como actriz de teatro en 1988 hasta 1990 en el Teatro Współczesny de Varsovia.

### Vida privada
Debido a la relación con el director Andrzej Maj , ambos tienen una hija, pero ella la crio sola.

## Filmografía seleccionada
- Boże Ciało (2019)